# Midland Group
Die Midland Group ist eine international tätige Handels- und Investment-Holding. In Guernsey besteht die Midland Resources Holding AG seit 1994, wo sie die Gruppe einer Reihe von Tochtergesellschaften in der gesamten Landwirtschaft, Fertigung, Immobilien, Schifffahrt und Stahlindustrie besitzen.
Vorrangig in der Gemeinschaft unabhängiger Staaten sowie Osteuropa und dem Fernen Osten hat die Midland Group eine Präsenz in 34 Ländern. Die Gruppe gehört dem Milliardär Alexander Shnaider, welcher Vorsitzender ist, und Eduard Schifrin.
Im Oktober 2004 kündigte die Midland-Gruppe an, dass sie 2006 in die Formel 1 gehen würden. Sie planten, ein Auto vom italienischen Automobilhersteller Dallara zu verwenden. Im Januar 2005 änderten sie ihre Pläne durch den Kauf von Jordan Grand Prix. Nachdem sie Jordan erworben hatten, erklärten sie öffentlich, dass das Jahr 2005 als ein Lehrjahr galt. Unter dem Namen Midland F1 Racing gab das Team mit einem neuen Auto zu Beginn der Saison 2006 sein Debüt. Mit dem Team, erklärte Shnaider, sei es die Absicht, die ersten russischen Fahrer in die Formel 1 zu bringen, was jedoch nicht gelang. Auch sonst blieben die erhofften Erfolge aus. Schon am 9. September 2006 wurde das Team an Spyker für 106.600.000 US-Dollar verkauft.